# Estrilda de Kandt
L'estrilda de Kandt (Estrilda kandti) és un ocell de la família dels estríldids (Estrildidae).

## Hàbitat i distribució
Viu als boscos de les muntanyes de l'est de la República Democràtica del Congo i sud-oest d'Uganda.